# Енгелсбранд
Енгелсбранд (њем. Engelsbrand) општина је у њемачкој савезној држави Баден-Виртемберг. Једно је од 28 општинских средишта округа Енцкрајс. Према процјени из 2010. у општини је живјело 4.299 становника. Посједује регионалну шифру (AGS) 8236013.

## Географски и демографски подаци
Енгелсбранд се налази у савезној држави Баден-Виртемберг у округу Енцкрајс. Општина се налази на надморској висини од 587 метара. Површина општине износи 15,2 km². У самом мјесту је, према процјени из 2010. године, живјело 4.299 становника. Просјечна густина становништва износи 283 становника/km².